# ساختمان عبدالمحمد چراغ‌چشم
ساختمان عبدالمحمد چراغ‌چشم مربوط به دوره صفوی است و در دهدشت، شمال شرقی امامزاده جابر واقع شده و این اثر در تاریخ ۹ اردیبهشت ۱۳۸۲ با شمارهٔ ثبت ۸۴۱۸ به‌عنوان یکی از آثار ملی ایران به ثبت رسیده است.